# بانک کلر
بانک کلر (انگلیسی: Bank Cler) شرکت خدمات مالی و بانکداری سوئیسی است، که در سال ۱۹۲۷ تأسیس شد.